# Lissotesta ambigua
Lissotesta ambigua là một loài ốc biển rất nhỏ, là động vật thân mềm chân bụng sống ở biển trong họ Turbinidae.